# Hekiru Shiina
Pour les articles homonymes, voir Shiina.
Hekiru Shiina (椎名へきる, née le 12 mars 1974 dans la préfecture de Tokyo) est une seiyū et chanteuse japonaise.

## Biographie
Hekiru Shiina débute comme doubleuse en 1991, et participe en 1992 au groupe de chanteuses Hummingbird pour la série anime homonyme.
En parallèle à ses activités de doublage, elle commence à sortir des disques en solo en 1994 chez Sony Music records, d'abord dans le genre Idol pop, puis dans le genre pop-rock à partir de 1998 ; elle est produite à partir de 2001 par Naoto Kine, avec qui elle forme en 2005 le duo rock Hidamari le temps d'un single, Size Up ; leur collaboration cesse en 2009 quand elle change de label pour Lantis.

## Doublage
- Gothic wa Mahou Otome: Hikaru Shidou
- Jigoku Shojo Mitsuganae: Yamawaro
- Koumajou Densetsu II: Stranger's Requiem: Yuyuko Saigyouji (de Touhou)
- Magic Knight Rayearth: Hikaru Shidou
- Sonic the Hedgehog: The Movie: Miles "Tails" Prower

## Discographie en solo

### Albums
1. 1994.08.21 : Shiena
2. 1995.04.01 : Respiration (レスピレイション)
3. 1995.10.10 : No Make Girl
4. 1996.12.12 : with a will
5. 1998.02.01 : Baby blue eyes
6. 1999.01.21 : Face to Face
7. 2000.03.08 : RIGHT BESIDE YOU
8. 2001.02.07 : PRECIOUS GARDEN
9. 2002.03.13 : Sadistic Pink
10. 2003.03.12 : 10 Carat
11. 2004.03.12 : Wings of Time
12. 2005.06.22 : Clear Sky
13. 2007.02.21 : Rockin' for Love
14. 2009.08.12 : Rock Rose
15. 2010.12.22 : for you

### Compilations
1. 2000.03.08 : b-side you ~B-SIDE COLLECTION~
2. 2000.xx.xx : b-side you ~A-SIDE COLLECTION~
3. 2001.03.16 : terra ("character album")
4. 2008.03.12 : Best! ~Single Collection~
5. 2011.04.06 : GOLDEN☆BEST Shiina Hekiru ~ On Animation & Game Soundtracks (GOLDEN☆BEST 椎名へきる～...)

### Singles
1. 1995.03.08 : Setsunai Egao (せつない笑顔)
2. 1995.09.01 : LUCKY DAY (ラッキーDAY)
3. 1996.04.01 : Me wo Samase, Otoko Nara (目を覚ませ，男なら)
4. 1996.07.07 : Sora wo Akiramenai (空をあきらめない)
5. 1996.11.21 : Dame yo! Dame yo! Dame yo!! (だめよ!だめよ!だめよ!!)
6. 1996.12.12 : Iro Asenai Shunkan (色褪せない瞬間)
7. 1997.04.21 : MOON LIGHT
8. 1997.07.21 : Kaze ga Fuku Oka (風が吹く丘)
9. 1997.11.21 : Hyoryusya (with Shinya) (漂流者)
10. 1998.01.21 : Graduater
11. 1998.06.20 : Dakishimete (抱きしめて)
12. 1998.11.26 : Kono Yo de Ichiban Taisetsu na Mono (この世で一番大切なもの)
13. 1999.04.29 : Everlasting Train -Owarinaki Tabibito- (終わりなき旅人)
14. 1999.08.04 : -Akai Hana- You're gonna change to the flower (赤い華)
15. 2000.01.26 : BESIDE YOU
16. 2000.05.24 : live to love -Mou Sukoshi Hayaku Aeta Nara- (もう少し早く逢えたなら)
17. 2000.07.19 : Taisetsu na Page (大切なページ)
18. 2000.10.12 : Anata mo Shiranai Koi no Hate ni (あなたも知らない恋の果てに)
19. 2001.01.11 : Love Graduation
20. 2001.06.06 : Ai no Katachi (愛のカタチ)
21. 2001.08.22 : Jungle Life
22. 2001.09.19 : Arashi Nochi Hare (嵐のち晴れ)
23. 2001.10.24 : Nemureru Mori (眠れる森)
24. 2001.11.21 : Ashita wa Kienai (あしたは消えない)
25. 2002.05.22 : MOTTO SWEETS (MOTTOスイーツ)
26. 2002.08.21 : LOVE TOMORROW
27. 2003.01.01 : believe
28. 2003.06.18 : PROUD OF YOU
29. 2003.11.19 : Standby! (スタンバイ!)
30. 2003.12.26 : Color
31. 2004.03.10 : reverence (レヴェランス)
32. 2004.08.18 : memories (メモリーズ)
33. 2004.10.27 : Love Jet Coaster (ラヴ・ジェット・コースター)
34. 2005.02.09 : Tabidachi no Uta (旅立ちの唄)
35. 2005.06.08 : Neppuu (熱風; Hot Wind)
36. 2006.05.31 : Power Of Love / Reborn ~Onna wa Umarekawaru~ (女は生まれ変わる)
37. 2007.01.24 : Eternal Circle
38. 2010.01.27 : Let Me Say YEAH!!!!
39. 2010.06.23 : Asu ni Nareba (明日になれば)
40. 2010.07.21 : Nagai Yume (長い夢)
41. 2011.04.27 : Smash Up!!

"Character Singles"
1. 1995.02.22 : Zapping de Shocking (ザッピング de ショッキング) (en tant que "Mina Toreishi")
2. 1997.12.07 : Magic Knights Rayearth EXTRA: Shido Hikaru (魔法騎士レイアースEXTRA: 獅堂光) (en tant que "Hikaru Shido")